# Sitara Shah
Sitara Shah é uma atriz inglesa mais famosa por interpretar Parvati Patil no filme Harry Potter e o Prisioneiro de Azkaban.
Sitara Shah. no IMDb.